# Peter Coyote
Peter Coyote, rodným jménem Robert Peter Cohon, (* 10. října 1941) je americký herec.
Narodil se do židovské rodiny v New Yorku a vyrůstal v Englewoodu v New Jersey. Studoval na Grinnell College v Iowě se zaměřením na anglickou literaturu. Později se usadil na Západním pobřeží a studoval tvůrčí psaní na Sanfranciské státní univerzitě. Byl jedním ze zakladatelů aktivistické skupiny Diggers.
Působil v satirické pouliční divadelní skupině San Francisco Mime Troupe. Koncem sedmdesátých let začal vystupovat v Magic Theatre a nedlouho poté zahájil filmovou kariéru. Hrál například ve filmech E.T. – Mimozemšťan (1982), Náhodné setkání (1999), Femme Fatale (2002) a Hemingway a Gellhornová (2012). Načetl několik audioknih a namluvil komentáře k dokumentárním filmům.
V roce 2021 vydal sbírku básní Tongue of a Crow. Mezi jeho další knihy patří memoáry Sleeping Where I Fall (1998) a The Rainman's Third Cure: An Irregular Education (2015). Od mládí se zajímal o zen, který objevil mj. díky knihám Garyho Snydera, s nímž se později přátelil.